# Stapelholmer Weg
Der Stapelholmer Weg war ein historischer Handelsweg in Schleswig-Holstein.

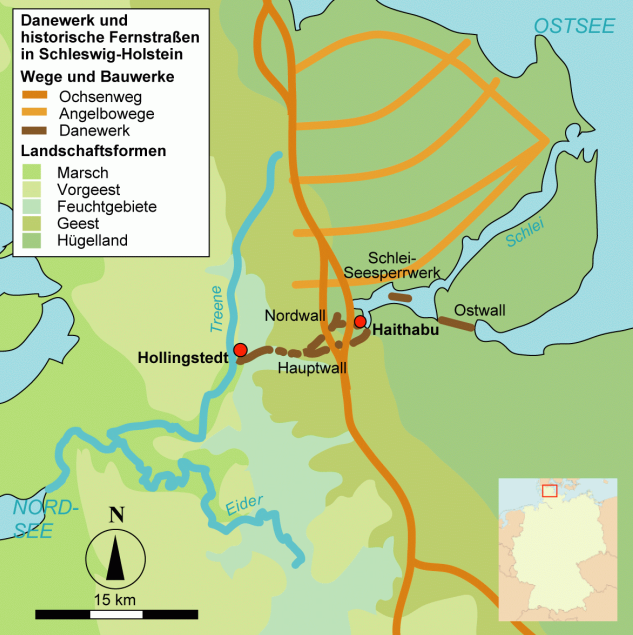
Karte der Treene und des Ochsenwegs

## Beschreibung
Im Norden begann der Stapelholmer Weg am Ochsenweg in Oeversee. Er führte flussabwärts entlang der Treene nach Süden bis nach Norderstapel sowie nach Süderstapel an der Eider.  Ab Hollingstedt war die Treene schiffbar.
Der Stapelholmer Weg hatte für die Flensburger Kaufleute eine wichtige Bedeutung: Am Unterlauf der westwärts fließenden Eider waren zur Lagerung holländischer und englischer Waren von der Kaufmannschaft Stapelplätze eingerichtet. Auch Pferde, Ochsen und Schweine wurden über diesen Weg getrieben. Ab Mitte des 19. Jahrhunderts verlagerte sich der Güter- und Viehtransport auf die Schiene, und der Stapelholmer Weg verlor rasch an Bedeutung. Heute ist er Namensgeber für einen Radwanderweg.

## Militärische Bedeutung im 30-jährigen Krieg
Im Verlauf des Dreißigjährigen Krieges wurde der nur Einheimischen bekannte Stapelholmer Weg im August 1644 von dem in Dänemark stehenden schwedischen Heer unter dem Feldherren Lennart Torstensson genutzt, um ein von Süden her angreifendes kaiserliches Reichsheer unter dem Feldherren Matthias Gallas, das Kiel erreicht hatte und eine Feldschlacht anstrebte, von Norden her in Richtung Süden unbemerkt westlich zu umgehen. Dadurch wurde das kaiserliche Heer gezwungen, seinen Angriff abzubrechen, um die von Schutztruppen weitgehend entblößten Reichsgebiete an Elbe und Oder gegen schwedische Angriffe zu verteidigen. Das gelang nur sehr schlecht, weil das schwedische Heer einen großen Vorsprung gewonnen hatte und führte im Verlauf des folgenden Winters zum fast vollständigen Verlust des kaiserlichen Heeres.